# Boland
Pour les articles homonymes, voir Boland (homonymie).

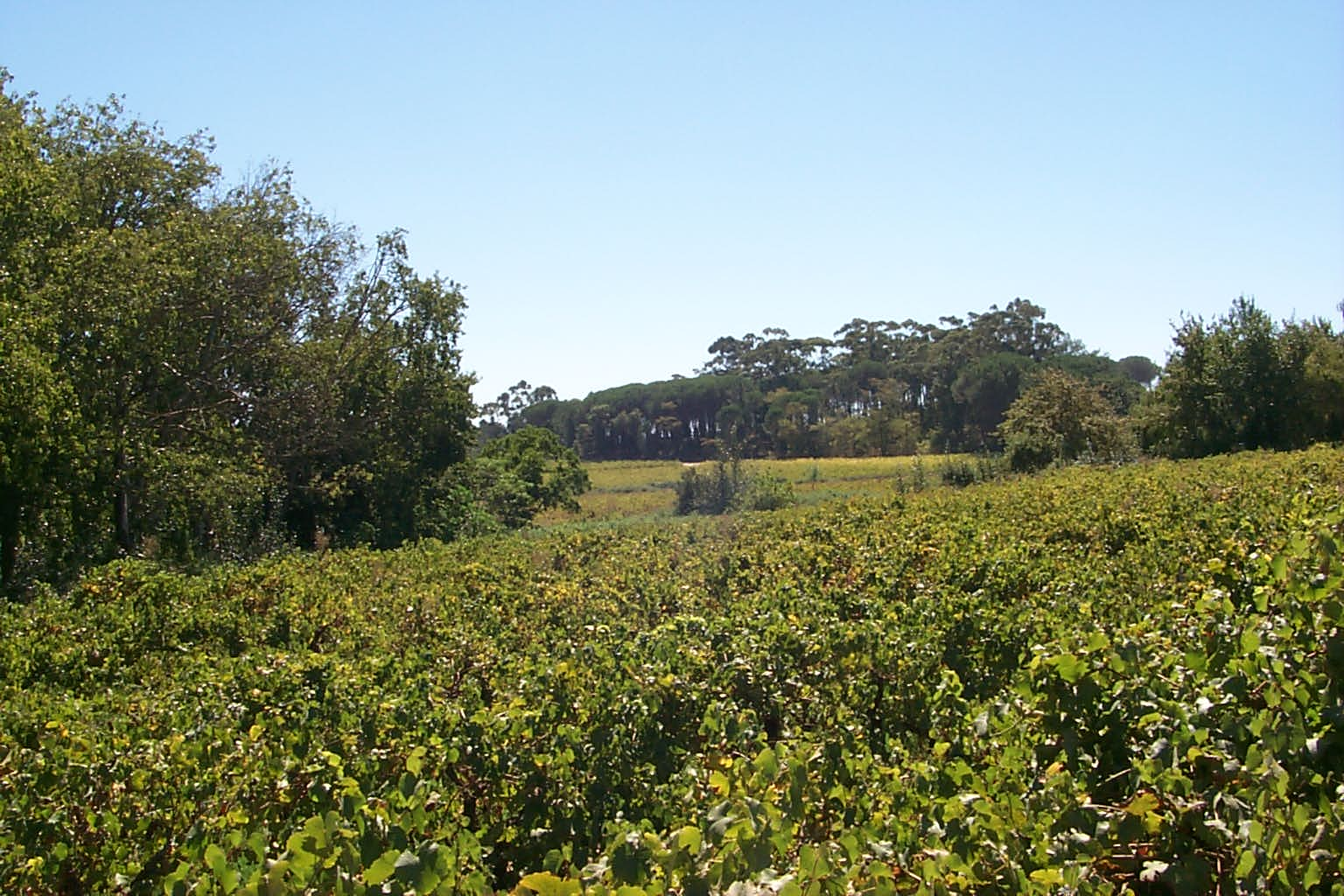
Paysage du Boland

Le Boland ou Cape Winelands est une région du Cap-Occidental de l'Afrique du Sud.